# Time (песня Ханса Циммера и Алана Уокера)
«Time» — песня немецкого музыкального продюсера Ханса Циммера и британско-норвежского диджея Алана Уокера, выпущенная 15 мая 2020 года лейблом Sony Music. Она включена во второй студийный альбома Уокера World of Walker. Песня получила положительные отзывы от критиков.

## Предыстория
Песня «Time» из фильма Кристофера Нолана «Начало». Они впервые встретились в апреле 2019 года в Барселоне в одну из дат тура «World of Hans Zimmer – A Symphonic Celebration». Эта встреча привела к разговорам о возможном сотрудничестве, которое, наконец, увидело свет. Уокер сказал о песне: «Взрослея, я никогда не думал, что стану артистом и превращу свою страсть в карьеру. И многие вещи, которые мне посчастливилось испытать за последние годы, действительно сюрреалистичны. Но сотрудничество с Хансом Циммером — внетелесный опыт на совершенно другом уровне. Все, кто меня знает, знают, что я большой поклонник Ханса Циммера. Его работа сыграла большую роль в моём музыкальном путешествии. Особенно „Time“, которая, вероятно, является моей любимой песней. Тот факт, что моя версия этого является первым в истории официальным ремиксом любой работы Ханса Циммера, просто умопомрачителен. Я настолько благодарен, насколько могу быть за эту возможность!». Вот что сказал Циммер о сотрудничестве: «Я искренне благодарен за возможность сотрудничать с такими талантливыми молодыми музыкантами, которые говорят, что на них повлияла моя работа. Я очень рад сотрудничать с Аланом Уокером над его новым ремиксом на песню „Time“. Это много значит для меня, и я не могу быть более взволнован тем, что наконец-то смогу поделиться этим с вами. Сейчас, как никогда, я чувствую, что мы должны продолжать вдохновлять умы молодых людей будущего. Пусть эта песня сделает именно это!».

## Отзывы критиков
Кэт Бейн из Billboard написал, что песня: «превращает изящную композицию в поднимающий настроение гимн, вдохновленный трансом — при сохранении угрюмой красоты оригинала». Элли Маллинс из We Rave You написал: «Сдерживая эмоции, которые вшиты в самое ядро оригинала, он не превратил его в сумасшедший раздутый танцевальный трек, а скорее использовал невероятные оркестровые аранжировки, чтобы укрепить свои навыки. Вливая в это нужное количество энергии, ясно, что он много думал об этом и хотел, чтобы Циммер гордился». Мэтью Медоу из Your EDM написал: «Оригинал Циммера — красивая композиция, полная эмоций, напряжения и надежды. Чудесным образом Уокер способен сохранить многие из этих эмоций даже в рамках ремикса. Основная мелодия остаётся нетронутой, хотя и с более танцевальной музыкой, немного более жизнерадостным ритмом и некоторыми барабанами. Музыка, когда она, наконец, приходит, также ловко включает мелодию, сохраняя при этом верность собственному стилю Уокера». Нико Сани из EDM.com написал: «Сохраняя многие элементы оригинала, он добавил несколько новых цифровых элементов. Он немного увеличил темп, добавил басовую линию и превратил „Time“ в хаус-композицию, которая всё ещё сохраняет свои кинематографические моменты».

## Музыкальный клип
Съёмки музыкального клипа проходили в Осло, Лондоне, Будапеште и Нью-Йорке. Концепция клипа была адаптирована для учёта закрытых мест и потребности в очень небольшой съёмочной группе. Вот что режиссёр Кристиан Берг рассказал о клипе: «Зрители уже застряли в помещении, только выходят на свои балконы или заглядывают из окон гостиной, поэтому я представлял, что это будет хорошая визуальная открытка из особого времени в истории». Вот что Уокер рассказал о клипе: «Поскольку песня была создана во время пандемии коронавируса, я хотел дать надежду слушателям. Я также хотел добавить в клип обнадеживающий сюжет. Сцены развиваются по всему миру, от Осло до Лондона, от Будапешта до Нью-Йорка. Изображения меня и Ханса будут проецировать на здания и мосты пустынного города. Это похоже на видеооткрытку, напоминающую нам, что мы все можем преодолеть этот беспрецедентный кризис. Я отправляю сообщение».

## Список композиций
| №                   | Название                                      | Длительность |
| ------------------- | --------------------------------------------- | ------------ |
| 1.                  | «Time» (Alan Walker remix)                    | 2:30         |
| 2.                  | «Time» (Alan Walker remix – extended version) | 3:35         |
| Общая длительность: | Общая длительность:                           | 6:05         |

## Чарты
| Чарт (2020)                               | Высшая позиция |
| ----------------------------------------- | -------------- |
| Germany Dance (Official German Charts)    | 20             |
| Hungary (Single Top 40)                   | 33             |
| Switzerland (Schweizer Hitparade)         | 24             |
| UK Singles Downloads (OCC)                | 100            |
| US Hot Dance/Electronic Songs (Billboard) | 35             |

## Сертификации
| Регион                                                  | Сертификация | Сертифицированные подразделения/продажи |
| ------------------------------------------------------- | ------------ | --------------------------------------- |
| Germany (BVMI)                                          | Gold         | 200,000‡                                |
| Italy (FIMI)                                            | Gold         | 35,000‡                                 |
| Portugal (AFP)                                          | Gold         | 5,000‡                                  |
| ‡ Sales+streaming figures based on certification alone. |              |                                         |